# 스트랫퍼드온에이번구

스트랫퍼드온에이번구의 위치

스트랫퍼드온에이번구(영어: Stratford-on-Avon District)는 잉글랜드 워릭셔주에 위치한 비도시 자치구로 중심 도시는 스트랫퍼드어폰에이번이며 인구는 121,056명(2014년 기준), 면적은 977.9km2이다.